# 艾倫·洛斯頓
艾倫·李·洛斯頓（英語：Aron Lee Ralston，1975年10月27日—）是一位美國登山家與演講者。他於2003年在猶他州攀登大峽谷時發生意外，其右手前臂被巨石壓住而動彈不得，不得已只好用一把隨身攜帶的粗鈍的小刀斷臂求生，他本人也因此意外事件聲名大噪。
他把這次意外事件紀錄在他的自傳《在岩石与险境间》中，在這本書中，艾倫講述了關於做出明智抉擇和掌握自己生命的重要性。同時2010年被著名英国导演丹尼·鮑伊拍成電影《127小時》。

## 個人生平
洛斯頓中學畢業於美國科羅拉多州契里克里克高中，大學畢業於卡內基美隆大學的機械工程系及法語系雙主修，也是一個優異社團PhBK學生聯誼社的成員。
他於2002年為了參加冬季攀登所有的科羅拉多超過一萬四千呎的山岳而辭去在英特爾的機械工程師的工作。2009年8月，他娶了潔西卡‧特拉斯蒂小姐為妻，他們的第一個孩子誕生於2010年2月。